# Derg
Prozatímní vojenská správa socialistické Etiopie (amharsky የኅብረተሰብአዊት ኢትዮጵያ ጊዜያዊ ወታደራዊ መንግሥት, ye-Hebratasabʼāwit Ītyōṗṗyā Gizéyāwi Watādarāwi Mangeśt) neboli Derg byl režim vládnoucí v Etiopii v letech 1974–1987, tedy komunistická vojenská junta v čele s Mengistu Haile Mariamem.
V roce 1974 byl poslední etiopský císař Haile Selassie I. svržen a do čela země se postavil derg (rada) čili vojenská vláda. Derg se inspiroval komunismem a prováděl hrubé výslechy a mučení odpůrců. V letech 1977–1978 podpořil Sovětský svaz Etiopii ve válce se Somálskem o území Ogadenu. Mengistu Haile Mariam se pokoušel ze země vytvořit velmoc v africkém třetím světě. V roce 1987, v důsledku ztráty podpory ze sovětského bloku, se vojenská rada rozpadla a byla vyhlášena Etiopská lidově demokratická republika.